# 2012년 노르트라인베스트팔렌주 주의회 선거
독일 노르트라인베스트팔렌주 제16대 주의회 선거는 2012년 5월 13일 조기선거로 실시됐다. 사민당이 제1당이 되었으며, 기민련은 1947년 이래 최악의 선거결과를 얻었다. 녹색당과 자민당은 지지율을 유지했다. 좌파당은 5% 저지 조항을 넘지 못해 원외정당이 되었고, 해적당은 노르트란인베스트팔렌 주의회에 처음으로 진출했다.

## 선거일
주의회 선거는 2012년 5월 13일 실시되며,1975년부터 5월 어느 일요일에 선거가 실시되는 전통을 잇게 됐다. 주의회 임기에 따르면 2012년 독일에서는 주의회 선거가 없을 예정이었으나, 자르란트 주의회 선거과 슐레스비히-홀슈타인 주의회 더불어 조기선거가 실시되게 된다. 두 주의회 선거는 노르트라인-베스팔렌 주의회 선거는 각각 2주일 전, 일주일 전에 각각 실시됐다.
제15대 주의회는 주헌법에 따라 2015년 6월 8일까지 임기가 보장되었으나, 주헌법 35조에 따라 2012년 3월 14일 주의회의 만장일치의 동의로 해산을 결의함에 따라, 의회 해산후 60일후의 일요일로 선거일이 정해졌다.
선거일이 촉박하게 정해짐에 따라, 선거명부 제출일을 정기선거의 선거전 33일을 적용하는 대신 선거전 날까지 제출로 완화 적용된다.

## 선거전 상황
2010년 노르트라인-베스트팔렌 주의회 선거에서는 지지율 감소에도 불구하고 기민련이 34.6 %의 득표로 제1당이 되었다. 사민당은 34.5 %를 득표했고, 녹색당은 12.1 %를 얻었다. 자민당은 6.7 %를 득표했고, 좌파당은 5.6 %를 득표해 처음으로 주의회에 진출했다. 기민련과 사민당의 의석은 전체 181석중 67석이었고, 녹색당과 자민당, 좌파당은 각각 23석, 13석, 11석씩이었다. 당시 집권연정이던 기민-자민 연정은 과반의석을 상실했고, 오랜 연정협상 끝에 사민-녹색당이 소수연정을 구성했다. 주정부는 야당과 협상을 통해 법안을 처리할 수 있었다.
집권연정과 야당인 기민련 사이의 타협으로 입법이 이루어진 사례로는 노르트라인베스트팔렌의 교육제도를 12년제로 법안이 대표적이다. 집권연정당 자민당이 타협한 사례는 자치단체 재정개혁법이 대표적인 사례이다.). 한편 연정내의 갈등으로 재선거나, 다수파 연정구성에 대한 논의가 여러번 있었다.
2012년 3월 14일 내무 및 자치부의 예산안 (Einzelplan 03)이 야당의 반대로 거부되었다. 주의회 법률전문가들은 부서예산안의 거부는 전체 예산안의 거부로 봐아한다는 유권해석을 내렸다. 일부 법률가들은 이 유권해석서에 이의를 제기하기도 했다. 이일로 주의회는 같은 만장일치로 의회해산을 결의했다. 주헌법 40조에 따라 주의회가 새로 구성되기까지 의회의 권한을 중앙상임위원회(Hauptausschuss)가 대행하게 되며, 적녹연정 내각은 새로운 내각이 유지될 때가 그 역할을 수행하게 된다.

## 선거 제도
주의회 선거는 보통,평등,직접,비밀,자유선거의 원칙에 따라 선출된다. 주의회는 연방하원선거와 비슷하게 지역구와 결합한 정당명부 비례대표제로 선출된다. 주의회 의석은 최소 181석이다. 유권자는 1인2표를 행사하며, 128석은 후보자투표를 통해 지역구에서 선출한다. 정당의 원내의석수는 정당투표 득표율에 따라 결정된다. 정당투표에 따라 한 정당에 배정된 의석보다 지역구 지역구 당선자가 많은 경우 초과의석으로 인정하고, 이로 인해 손해를 보는 다른 정당에는 보정의석이 추가배정된다. 따라서 원내 의석 비율은 정당투표에 따라 결정된다.

## 정당 및 후보

### 정당명부
정당명부를 등록한 정당은 다음과 같다.
| 정당                           | 약칭                 | 지역구 후보수 | 당원수  | 2010 득표율 | 주지사 후보             |
| ------------------------------ | -------------------- | ------------- | ------- | ----------- | ----------------------- |
| 기민련                         | CDU                  | 128           | 152.328 | 34,6 %      | Norbert Röttgen         |
| 사민당                         | SPD                  | 128           | 132.000 | 34,5 %      | Hannelore Kraft         |
| 녹색당                         | GRÜNE                | 128           | 12.600  | 12,1 %      | Sylvia Löhrmann         |
| 자민당                         | FDP                  | 128           | 16.000  | 6,7 %       | Christian Lindner       |
| 좌파당                         | DIE LINKE            | 127           | 8.000   | 5,6 %       | Katharina Schwabedissen |
| 해적당                         | PIRATEN              | 128           | 5.006   | 1,6 %       | Joachim Paul            |
| 친 NRW 시민운동                | pro NRW              | 0             | 900     | 1,4 %       | Markus Beisicht         |
| 민족민주당                     | NPD                  | 0             | 750     | 0,7 %       | Claus Cremer            |
| 인간.환경.동물보호당           | Die Tierschutzpartei | 0             | 180     | 0,6 %       | Michael Siethoff        |
| 독일 가족당                    | FAMILIE              | 2             | 100     | 0,4 %       | Maria Hartmann          |
| 혁신과 정의 동맹               | BIG                  | 0             | 400     | 0,2 %       | Haluk Yildiz            |
| 노동.법치국가...토대민주주의당 | DIE PARTEI           | 14            | 1.700   | 0,1 %       | Mark Benecke            |
| 생태민주당                     | ÖDP                  | 3             |         | 0,1 %       | Gerd Kersting           |
| 자유시민운동                   | FBI/Freie Wähler     | 4             | 550     | 0,1 %       | Hans Josef Tegethof     |
| 노동.환경.가족당               | AUF                  | 5             | 50      | 0,1 %       | Horst Schulze           |
| 자유 유권자                    | FREIE WÄHLER         | 20            | 181     | 미참        | Rüdiger Krentz          |
| 이성당                         |                      | 0             | 118     | 미참        | Dieter Audehm           |

정당명부를 4월 10일까지 제출해야 했다. 원내에 의석이 없는 정당은 1000명의 서명을 받아, 선관위에 등록을 허락받아야 한다. 2012년 4월 14일 선거위원회의 정당명부 등록심사에서 최소 서명 요건부족을 이유로 "지금당장-독일과 직접민주주의를 위한 동맹"과 "독일 민주당", "노동, 사회정의-선거대안", "성경충실당"등의 등록을 거부했다.

### 기타 지역구 출마자
주정당명부 등록 심의를 통과하지 못한 정당이나 선거연합 중 일부는 정당명부없이 지역구후보로만 출마했다.:
- 지금당장-독일과 직접민주주의를 위한 동맹: 4개 선거구
- 전독일연합 (BGD): 1개 선거구
- 시민권운동 연대(BüSo): 4 개 선거구
- 자유민주-사회적자유주의 (LD): 1개 선거구
- 연금생활자당 (RRP): 2개 선거구
- 무소속: 7개 선거구

연방하원이나 주의회의 원내 정당이 아닌경우 지역구에 출마하기 위해서는 해당선거구에서 100명의 유권자 서명을 받아야 한다.

### 주지사 후보
연방정부 장관이자 기민련 노르트라인베스트팔렌 주당 대표인 로베르트 뢰트거는 당의원 투표에서 96.5%의 지지로 주지사 후보 (비례대표 1번후보)로 선출됐다. 현 주지사인 하넬로레 크라프트는 99.3%의 지지로 사민당 주지사후보로 재선출됐다. 녹색당은 부주지사인 실비아 뢰어만을 98.4%의 지지로 주지사후보(1번후보)로 선출했다. 자민당의 1번후보로는 연방하원 의원이자 전 중앙당 사무총장을 지낸 크리스티안 린트너가 선출되었다. 연방보건부 장관인 다니엘 바르는 린트너를 위해 자민당 NRW 당대표직을 사임했다. 좌파당은 카타리나 슈바데디센을 주지사후보로 설출했다. 해적당은 요아킴 파울을 당 1번후보로 선출했다.

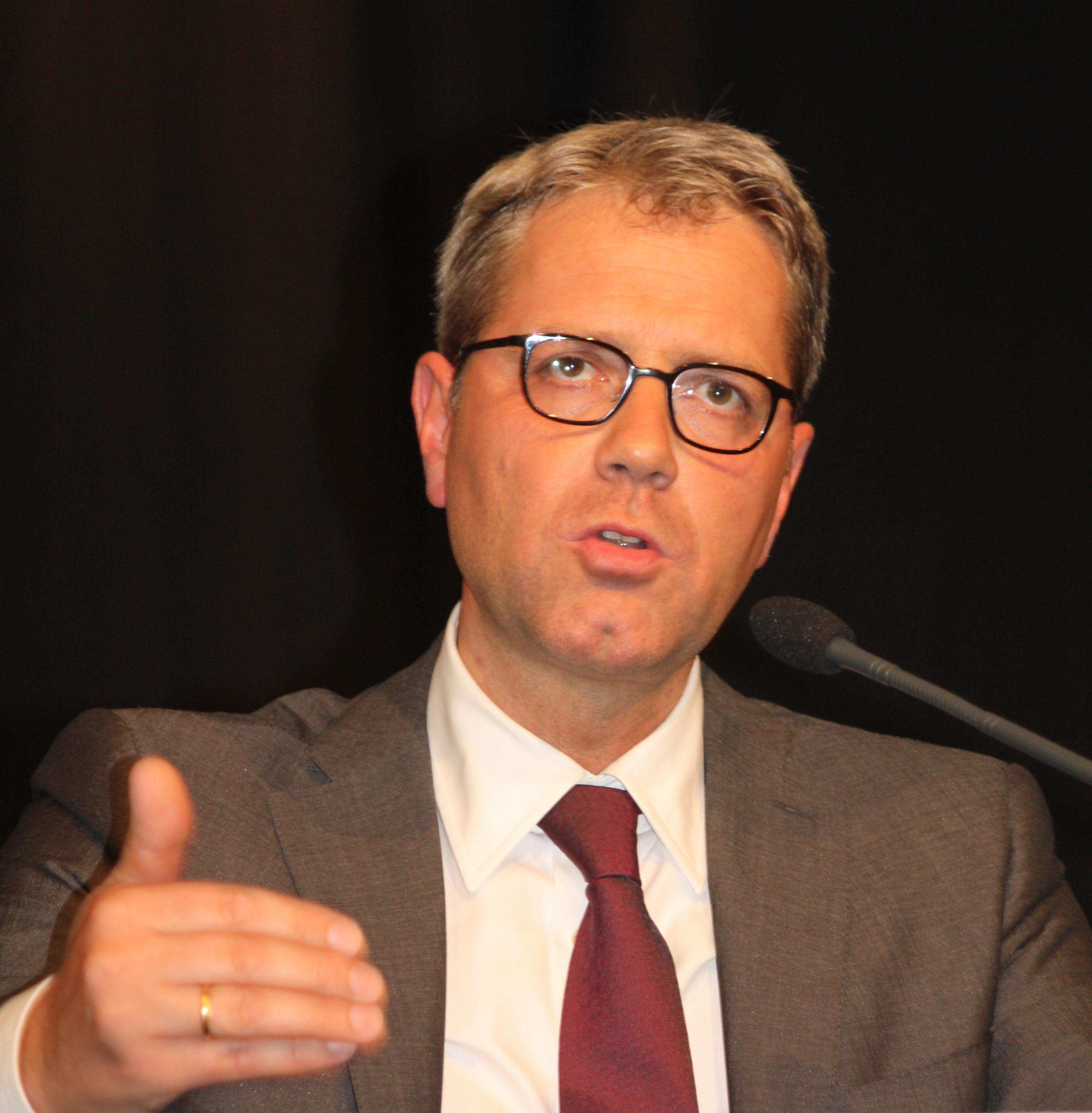
로베르트 뢰트겐 (기민련)
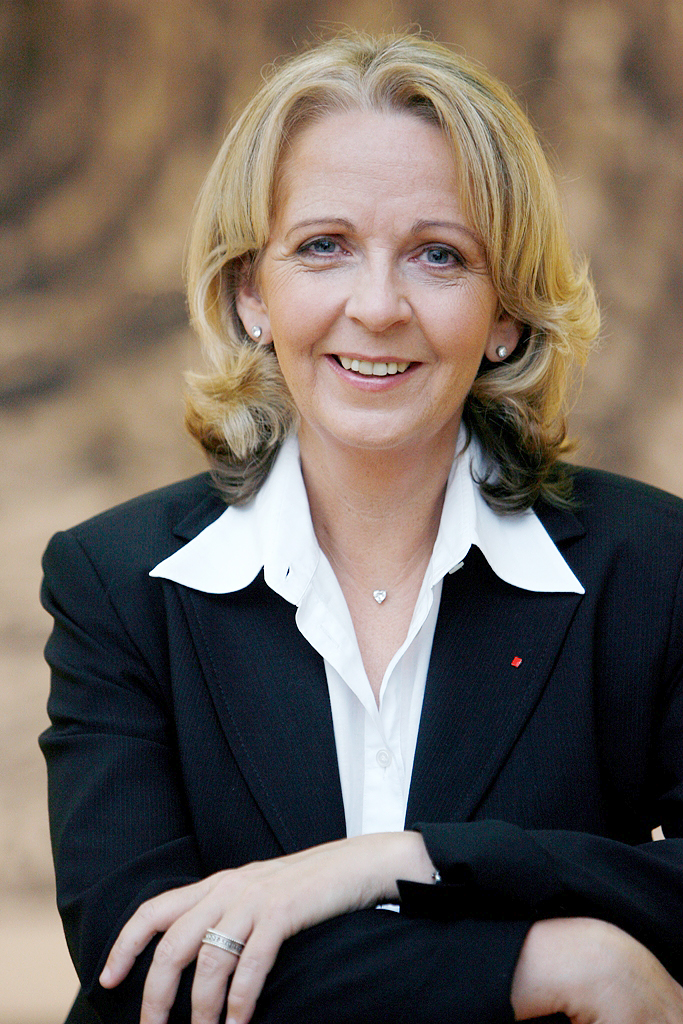
하넬로레 크라프트 (사민당)
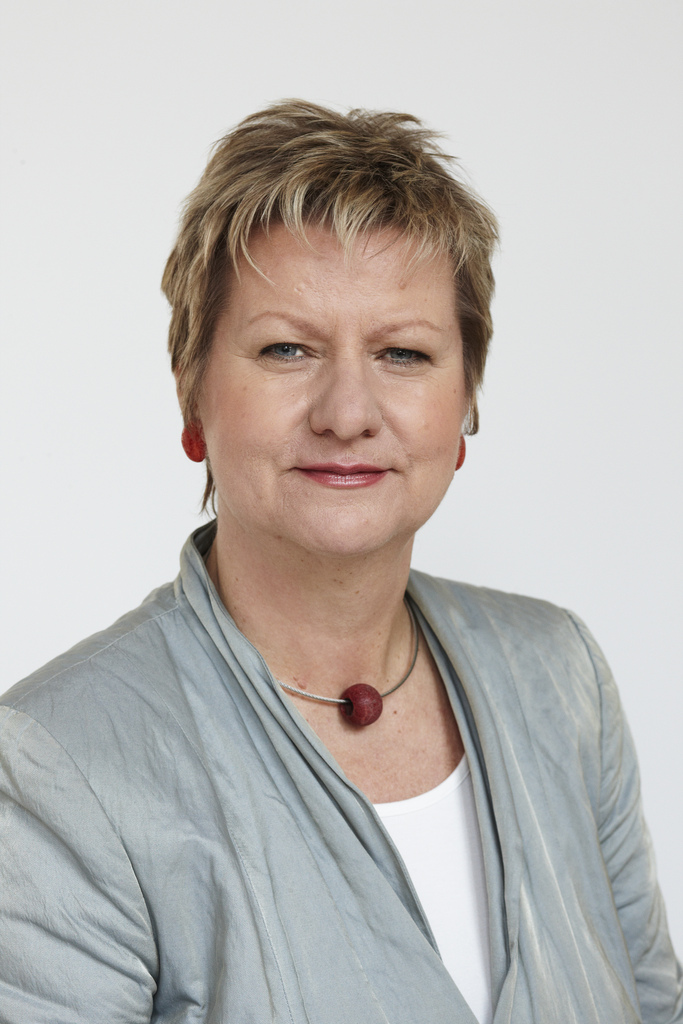
실비아 뢰어만 (녹색당)
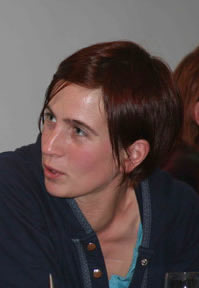
카타리나 슈바데디센 (좌파당)
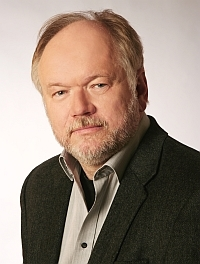
요아킴 파울
 (해적당)

## 선거운동

### 선거운동 이슈
- 개인사: 노베르트 뢰트겐은 선거 패배시 연방 장관직을 사직하고, 주의회에서 야당지도자로 활동할 의지가 없다는 비판을 받고 있다. 이는 1990년 노르트라인 베스트팔렌주 주의회 선거에서 진 후 노베르크 블륨이 취했던 태도를 연상케하는 것이다.[37][38]
- 재정정책: 기민련은 주의회가 해산하자 바로 주재정을 튼튼히 하는 문제를 선거이슈로 제기했다. 주의 추가 채무에 대해 강력한 비판을 제기했다.[39] 사민당의 하넬로레 크라프트는 이 문제에 대해 주의 1인당 채무는 다른 연방주의 평균치 정도이며, 그녀의 "예방적 사회정책(복지정책)"은 장기적으로 주 재정안정에 도움이 될 것이라고 받아쳤다.[40][41]
- 기초자치단체 재정문제: 루어지역 시군단위에서 활동하는 주요 정치인들이 연대세의 개혁하고, 구조적으로 취약한 루어지역의 도시들에 대한 지원을 강화할 것을 요구하고 있다. 사민당은 이러한 요구들에 찬성하고 있고, 기민련은 연대세를 현행대로 유지해야 한다는 입장을 취하고 있다.[42]
- 가족정책: 연방정부에서 논의하고 있고, 주의부 대표자가 연방상원에서 동의를 해야하는[43] 새로운 양육비(=1-3세 아동을 집에서 키우는 경우 별도 양육비 지급)의 도입에 대해 노르트란인베스트팔렌 사민당은 반대입장을 취하고 있다. 하지만 뢰트겐은 아이를 유아원에서 맡길지, 집에서 키울지를 부모가 결정할 수 있어야 한다는 취지에서 도입에 찬성하고 있다. 기민련은 주정부가 늦장을 부리면서 유아원의 확대고 있는 것에 비난하면서, 크라프트에 대해서는 "유아원 의무교육"입장을 취하는 것에 대해 비판했다. 이에 대해 크라프는 "유아원 의무화" 계획에 대해 부정하는 한편, 유아원 수가 연방평균에 비해 적은 것은 크라프트 이전 뤼트거주지사 시절의 정책에 가장 큰 이유라고 비판을 비해갔다.[40]
- 교육정책: 교육정책에 대해 사민당과 기민련, 녹색당이 이전에 합의한 바가 있기 때문에, 이번 선거에서는 큰 이슈가 되지 못하고 있다.[44]

### TV 토론
2012년 4월 30일 하넬로레 크라프트와 로베르트 뢰트겐은 TV 토론을 벌였으며, 서독일방송(WDR)를 통해 방송됐다. 2012년 5월 2일에는 여타 원내정당과 해적당의 주지사 후보들이 TV토론을 벌였으며, 역시 서독일방송(WDR)통해 전파를 탔다.

## 여론조사
최근 실시된 여론조사 결과에 따르면 집권연정인 적녹연정(사민-녹색)은 원내 과반수 의석 확보에 성공할 것으로 예상된다. 해적당은 처음으로 원내 진출이 가능할 것으로 보이며, 자민당도 원내에 재진입할 것으로 보인다. 하지만 좌파당은 5% 봉쇄조항을 넘기 어려울 것으로 보인다.
주지사 후보중 누구를 선호하는가에 대한 여론조사에서 현직 주지사인 사민당의 하넬로레 크라프트가 기민련의 노르베르트 뢰팅엔에 크게 앞서는 것으로 조사됐다.
여론조사 결과는 다음과 같다.
| 조사기관                | 조사일     | 기민 | 사민   | 녹색 | 자민 | 좌파  | 해적  | 기타 |
| ----------------------- | ---------- | ---- | ------ | ---- | ---- | ----- | ----- | ---- |
| INFO GmbH               | 11.05.2012 | 33 % | 38 %   | 11 % | 5 %  | 4 %   | 8 %   | 1 %  |
| YouGov                  | 09.05.2012 | 30 % | 37 %   | 12 % | 6 %  | 3,5 % | 8,5 % | 3 %  |
| YouGov                  | 07.05.2012 | 31 % | 37 %   | 11 % | 5 %  | 4 %   | 9 %   | 3 %  |
| Forschungsgruppe Wahlen | 04.05.2012 | 31 % | 38 %   | 11 % | 6 %  | 3 %   | 8 %   | 3 %  |
| Infratest dimap         | 03.05.2012 | 30 % | 38,5 % | 11 % | 6 %  | 4 %   | 7,5 % | 3 %  |
| YouGov                  | 03.05.2012 | 31 % | 36 %   | 11 % | 5 %  | 4 %   | 10 %  | 3 %  |
| Forsa                   | 02.05.2012 | 32 % | 37 %   | 10 % | 5 %  | 3 %   | 10 %  | 3 %  |
| Emnid                   | 27.04.2012 | 32 % | 38 %   | 10 % | 5 %  | 4 %   | 9 %   | 2 %  |
| Infratest dimap         | 22.04.2012 | 31 % | 39 %   | 11 % | 4 %  | 3 %   | 9 %   | 3 %  |
| Forschungsgruppe Wahlen | 20.04.2012 | 34 % | 37 %   | 11 % | 4 %  | 3 %   | 8 %   | 3 %  |
| YouGov                  | 18.04.2012 | 32 % | 36 %   | 13 % | 4 %  | 4 %   | 8 %   | 3 %  |
| INFO GmbH               | 14.04.2012 | 29 % | 40 %   | 10 % | 3 %  | 3 %   | 11 %  | 4 %  |
| Infratest dimap         | 25.03.2012 | 32 % | 40 %   | 12 % | 4 %  | 3 %   | 5 %   | 4 %  |
| Forsa                   | 21.03.2012 | 33 % | 39 %   | 11 % | 4 %  | 4 %   | 6 %   | 3 %  |
| Forschungsgruppe Wahlen | 15.03.2012 | 34 % | 37 %   | 13 % | 2 %  | 4 %   | 6 %   | 4 %  |
| Infratest dimap         | 14.03.2012 | 34 % | 38 %   | 14 % | 2 %  | 4 %   | 5 %   | 3 %  |
| YouGov                  | 14.03.2012 | 33 % | 33 %   | 17 % | 2 %  | 5 %   | 7 %   | 3 %  |
| Infratest dimap         | 26.02.2012 | 35 % | 35 %   | 17 % | 2 %  | 3 %   | 5 %   | 3 %  |
| YouGov                  | 08.02.2012 | 33 % | 31 %   | 15 % | 3 %  | 6 %   | 7 %   | 5 %  |
| YouGov                  | 19.01.2012 | 31 % | 33 %   | 17 % | 3 %  | 5 %   | 8 %   | 3 %  |

election.de의 분석에 따르면 128석의 지역구 선거에서는 사민당이나 기민련이 당선될 것으로 전망된다.
| 조사기관    | 조사일     | 기민련 | 사민당 |
| ----------- | ---------- | ------ | ------ |
| election.de | 05.05.2012 | 38     | 90     |
| election.de | 28.04.2012 | 41     | 87     |
| election.de | 21.04.2012 | 54     | 74     |
| election.de | 14.04.2012 | 39     | 89     |
| election.de | 7.04.2012  | 46     | 82     |

주지사를 주민 직선으로 선출한다면 누구에게 투표하겠는가를 묻는 조사에서는 다음과 같은 결과가 나왔다.
| 조사기관                | 조사일     | 크라프트 (SPD) | 뢰트겐 (CDU) |
| ----------------------- | ---------- | -------------- | ------------ |
| YouGov                  | 07.05.2012 | 46 %           | 19 %         |
| Forschungsgruppe Wahlen | 04.05.2012 | 63 %           | 27 %         |
| Infratest dimap         | 03.05.2012 | 58 %           | 26 %         |
| Forsa                   | 02.05.2012 | 56 %           | 25 %         |
| Infratest dimap         | 22.04.2012 | 58 %           | 30 %         |
| Forschungsgruppe Wahlen | 20.04.2012 | 55 %           | 32 %         |
| INFO GmbH               | 14.04.2012 | 49 %           | 21 %         |
| Infratest dimap         | 25.03.2012 | 57 %           | 28 %         |
| Forsa                   | 21.03.2012 | 56 %           | 26 %         |
| Forschungsgruppe Wahlen | 15.03.2012 | 54 %           | 30 %         |
| Infratest dimap         | 14.03.2012 | 57 %           | 26 %         |
| YouGov                  | 14.03.2012 | 42 %           | 21 %         |
| Infratest dimap         | 26.02.2012 | 51 %           | 29 %         |
| YouGov                  | 19.01.2012 | 36 %           | 17 %         |

## 선거결과

지역구별 당선 정당
SPD
CDU

| 정당                                                       | 정당          | 지역구     | 지역구 | 지역구 | 정당명부   | 정당명부 | 정당명부 | 의석 | 의석 | 의석 |
| 정당                                                       | 정당          | 득표       | %      | 의석   | 득표       | %        | +/–      | 의석 | +/–  |      |
| ---------------------------------------------------------- | ------------- | ---------- | ------ | ------ | ---------- | -------- | -------- | ---- | ---- | ---- |
|                                                            | 사민당(SPD)   | 3,289,938  | 42.3   | 99     | 3,050,160  | 39.1     | 4.7      | 99   | 32   |      |
|                                                            | 기민련(CDU)   | 2,546,013  | 32.7   | 29     | 2,050,633  | 26.3     | 8.3      | 67   | 보합 |      |
|                                                            | 녹색당(Grüne) | 723,495    | 9.3    | -      | 884,136    | 11.3     | 0.8      | 29   | 6    |      |
|                                                            | 자민당(FDP)   | 372,693    | 4.8    | -      | 669,971    | 8.6      | 1.9      | 22   | 9    |      |
|                                                            | 해적당(PIRAT) | 617,732    | 7.9    | -      | 608,957    | 7.8      | 6.3      | 20   | 20   |      |
|                                                            | 좌파당(Linke) | 201,782    | 2.6    | -      | 194,539    | 2.5      | 3.1      | -    | 11   |      |
|                                                            | 기타정당      | 28,902     | 0.3    | -      | 335,730    | 4.3      |          |      |      |      |
| 유효표                                                     | 유효표        | 7,780,555  |        |        | 7,794,126  |          |          |      |      |      |
| 무효표                                                     | 무효표        | 121,367    | 1.5    |        | 107,796    | 1.4      |          |      |      |      |
| 계 및 투표율                                               | 계 및 투표율  | 7,901,922  | 59.57  |        | 7,901,922  |          |          |      |      |      |
| 유권자                                                     | 유권자        | 13,264,231 | 100.00 | —      | 13,264,231 | 100.00   | —        |      |      |      |
| 출처:Die Landeswahlleiterin des Landes Nordrhein-Westfalen |               |            |        |        |            |          |          |      |      |      |